# Eva Máziková
Eva Máziková (ur. 29 października 1949 w Bratysławie) – słowacka piosenkarka.
W trakcie nauki w szkole średniej odnosiła sukcesy w amatorskich konkursach wokalnych. W 1966 roku zajęła pierwsze miejsce w konkursie telewizyjnym Zlatá kamera oraz w konkursie Hľadáme spevácke talenty. Od 1967 roku śpiewała z orkiestrą Vlada Hronca. W 1979 roku została laureatką konkursu telewizyjnego Vyberte si pesničku.
W latach 1971 i 1972 była laureatką festiwalu Bratysławska Lira (Strieborná Bratislavská lýra za utwór „Orfeus a Eurydika“, Zlatá Bratislavská lýra za utwór „Krédo“).

## Dyskografia
- 1971: Na srdci hraj – Karol Duchoň / Nebezpečná hra – Eva Máziková – Opus 90 43 0061 h, SP
- 1972: Stratil sa mi bumerang
- 1973: Eva Máziková – Opus 9113-0212, LP
- 2001: Návraty – Tonex
- 2002: Copa Tropicana
- 2004: Iná žena
- 2007: 20 NAJ – Opus EAN 8584019 275120, CD

1. „Vdýchni“
2. „Karneval“
3. „Nekonečná rozlúčka“ (Clout – Substitute)
4. „Kolibrík“ (Chirpy Chirpy Cheep Cheep)
5. „Hra" (I’ll Never Fall In Love Again)
6. „Dúhová púť“
7. „Závet“
8. „Kto žije sám“ (Lean On Me)
9. „Krédo“
10. „Pre pána Jeane“ (It’s Like a Sad Old Kinda Movie)
11. „Ó, veľký deň“ (Oh Happy Day)
12. „Zvoň, zvoň“ (Ring Ring)
13. „Obyčajné dni“
14. „Urob ten krok / live“
15. „Van Goghove slnečnice“
16. „V siedmom nebi“
17. „Orfeus a Eurydika“
18. „Stratil sa bumerang“ (Yellow Boomerang)
19. „Hrsť morských perál“
20. „Iná žena“